# Santuario de ballenas de El Vizcaíno
El Vizcaíno es un santuario de ballenas Patrimonio natural de la Humanidad de la Unesco en el Estado de Baja California Sur, México.

## Datos básicos
- En 1993 fue declarado lugar de reserva natural.
- El área total es de 554 909 ha.

## Situación
El santuario está situado al norte del estado de Baja California Sur donde se encuentran ciertos ecosistemas únicos y de alto interés natural. La ballena gris   se encuentra en la laguna Ojo de Liebre y en la laguna San Ignacio un lugar ideal para llevar a cabo su reproducción, además es un lugar de descanso invernal para numerosas aves marinas. Existen también lobos marinos y tortugas marinas en peligro de extinción, todas ellas encuentran refugio en esta zona protegida.

### Coordenadas
- Latitud: 28° 00' 00" Norte
- Longitud: 114° 13' 40" Oeste

## Ubicación
Está ubicado en el centro de la península de Baja California entre el Océano Pacífico y el Golfo de California y es un refugio de vida salvaje en México y único en su tipo en el mundo. Este refugio es el área natural protegida más grande del país. Cuenta con una extensión de 25.000 km².
Situado en la parte central de la península de Baja California, el santuario contiene ecosistemas excepcionalmente interesantes. Las lagunas costeras de Ojo de Liebre y San Ignacio son importantes sitios de invernada y reproducción de la ballena gris, la foca del puerto o moteada, el león marino de California, el elefante-foca del norte y la ballena azul. Las lagunas son también el hogar de cuatro especies de tortugas marinas en peligro de extinción.

## Fauna
Los animales que viven en esta región se han adaptado a un clima de condiciones extremas e incluyen animales de vida nocturna como coyotes y roedores. Hay especies como el coyote, la liebre, el berrendo, el borrego, el gato montés entre muchas más.